# Rachel Lambert Mellon
Rachel Lambert Mellon, née le 9 août 1910 à Princeton et morte le 17 mars 2014 Upperville, est une horticultrice, jardinière, philanthrope et collectionneuse d'art américaine. Elle est connue pour avoir conçu et géré plusieurs jardins de première importance, dont la roseraie de la Maison-Blanche. Elle a rassemblé l'une des plus grandes collections de livres horticoles rares. Mellon était la deuxième épouse du philanthrope et éleveur de chevaux Paul Mellon.

## Biographie

### Jeunesse et études
Rachel Lowe Lambert est l'aînée des enfants de Gerard Barnes Lambert, président de la Gillette Safety Razor Company et fondateur de Warner-Lambert, et de sa femme, Rachel Parkhill Lowe,. Son grand-père paternel, le chimiste Jordan Lambert, est l'inventeur de la listerine, qui fut plus tard commercialisée par son père. Elle a un frère et une sœur : Gerard Barnes Lambert, Jr. (1912-1947), décédé dans un accident d'avion en 1947,, et Lily McCarthy (1914-2006).
Lambert a fréquenté l'école Miss Fine située à Princeton, puis l'école Foxcroft à Middleburg, en Virginie. Ses parents divorcent en 1933 et se remarient tous deux par la suite.

### Âge adulte et parcours professionnel
Le 25 novembre 1932, Lambert épouse Stacy Barcroft Lloyd Jr. d'Ardmore, à l'église Trinité de Princeton. Son mari a servi au Office of Strategic Services pendant la Seconde Guerre mondiale. Ils divorcent en 1948. Ils ont deux enfants : Stacy Barcroft Lloyd III et Eliza Winn Lloyd. Eliza est décédée avant sa mère.
Lambert et son premier mari deviennent rapidement des amis proches de l'héritier et collectionneur d'art Paul Mellon et de sa première épouse, Mary Conover, décédée d'une crise d'asthme en 1946. Après que Lambert a divorcé de Lloyd, elle et Paul Mellon se marient le 1er mai 1948. Par ce mariage, elle devient la belle-mère de Timothy Mellon et de Catherine Conover Mellon (plus tard mariée à John Warner et maintenant connue sous le nom de Catherine Conover). Ensemble, le couple a collecté et fait don de plus d'un millier d'œuvres d'art, principalement des peintures européennes des XVIIIe et XIXe siècles, à la National Gallery of Art et a créé le Yale Center for British Art,. Le couple a élevé et fait courir des chevaux pur-sang, dont Sea Hero, vainqueur du Kentucky Derby de 1993.
Mellon est connue de son vivant pour sa discrétion et sa notoriété limitée. Elle n'a accordé qu'une poignée d'interviews à des journalistes au cours de sa vie. Dans un entretien donné au New York Times en 1969, elle dit qu'elle aspire à ce que, dans ses jardins, « rien ne soit remarqué ». Bien que cette remarque ait été faite en référence à la conception de jardins, elle a souvent été interprétée comme un résumé de son attitude envers la vie privée personnelle et ses choix de vie,.

### Fin de vie
Le deuxième mari de Mellon, Paul Mellon, meurt en 1999, à l'âge de 91 ans. Peu de temps après, en mai 2000, sa fille Eliza est renversée par un camion alors qu'elle traversait une rue de Manhattan, provoquant une grave lésion cérébrale et tétraplégie. Eliza passe les huit dernières années de sa vie sous surveillance permanente à Oak Spring Farms et meurt en 2008,. Caroline Kennedy, fille de Jacqueline Kennedy-Onassis, est assise à côté de Mellon pendant les funérailles.
Mellon a voté démocrate toute sa vie, contrairement à son mari. En 2004, elle soutient John Edwards car ce dernier lui rappelait le président Kennedy. Elle a été l'une des premières à financer la campagne primaire démocrate d'Edwards en 2008, en offrant un engagement initial d'un million de dollars pour sa campagne et en contribuant finalement à hauteur de plus de 3,5 millions de dollars à des organisations soutenant sa candidature,.
En 2010, il a été rapporté que Mellon a été extorquée à hauteur de 5,75 millions de dollars par un conseiller en investissement et opérateur d'un système de Ponzi, Kenneth I. Starr. Au début des années 2010, elle fait don de 4,6 millions d'euros à l'Institut d'études politiques de Paris, qui rebaptise à son nom un des jardins de l'hôtel de l'Artillerie.

## Hommages et récompenses
- International Best Dressed List (1975)
- Officier de l'ordre des Arts et des Lettres
- Médaille commémorative Veitch de la Royal Horticultural Society (1987)
- Le prix Henry Shaw
- Prix de conception de paysage de l'American Horticultural Society